# Masriudoms

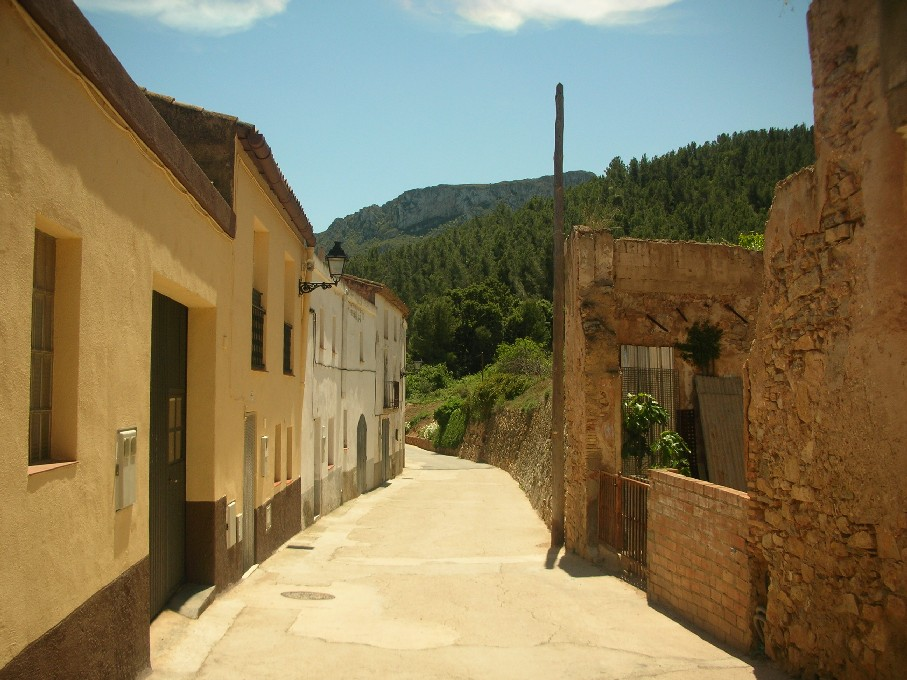
Carrer a Masriudoms

Masriudoms és un poble que pertany al municipi de Vandellòs i l'Hospitalet de l'Infant, a la comarca del Baix Camp.
Masriudoms es troba a 199 m d'altitud, a la vora de la carretera C-44, entre l'Hospitalet de l'Infant i Masboquera, a uns cinc quilòmetres a l'est de Vandellòs. El 1758 hi consta un molí d'oli en funcionament. El 1931 tenia un centenar de cases, hi havia forns de guix i mines de plom. Té una torre de defensa que, quan es construí la nova església el 1820, va quedar convertida en campanar. La torre data, sembla, del segle xiii o XIV. El 1845 va ser afectat el lloc pel terratrèmol de Tivissa.
El poble té actualment 133 habitants censats. Algunes cases antigues s'han reconstruït mentre que altres es troben en estat de ruïna.